# Schirwani Ramasanowitsch Tschalajew

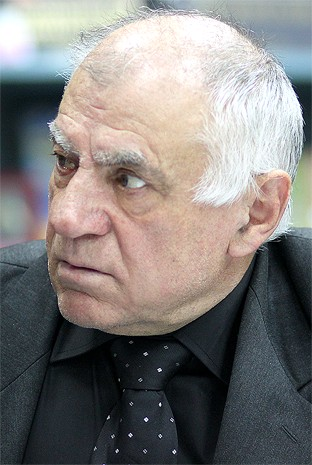
Schirwani Ramasanowitsch Tschalajew

Schirwani Ramasanowitsch Tschalajew (* 16. November 1936 in Chosrech (Dagestan)) ist ein russischer Komponist lakischer Abstammung.

## Leben und Werk
Schirwani Tschalajew studierte ab 1954 an der Musikschule in Machatschkala. Von 1959 bis 1964 studierte er am Moskauer Konservatorium.
Er schrieb unter anderem die Oper Gorzy („Das Bergvolk“, Leningrad 1971), eine Symphonie, die Symphonische Dichtung Partu Patina, ein Violinkonzert, eine Sonate für Violoncello und Klavier, die lyrische Kantate „Ich küsse Frauenhände“ sowie die Vokalzyklen „Die Wolken“, „Sieben lakische Lieder“ und „Muis Lieder“.